# Sandy-Ground
Sandy-Ground – miejscowość na terytorium zależnym Francji - Saint Martin. Według danych szacunkowych na dzień 1 stycznia 2012 roku liczyło 4 837 mieszkańców.